# Place de la Concorde

Place de la Concorde

Place de la Concorde (Piața Concordiei) este una din cele mai mari piețe ale Parisului, cu o suprafață de 8.64 hectare. Situată în arondismentul 8, separă Palatul Bourbon (sediul Adunării Naționale) de Biserica Madeleine din Paris, iar Grădinile Tuileries de Champs-Élysées. De-a lungul pieței se află două clădiri gemene de pe ambele părți ale Rue Royale, care găzduiesc, o parte, Palatul Crillon, Palatul Plessis-Bellière (sediu al Automobile Club de France) și Palatul Coislin și, cealaltă, Palatul Marinei.

## Istoric

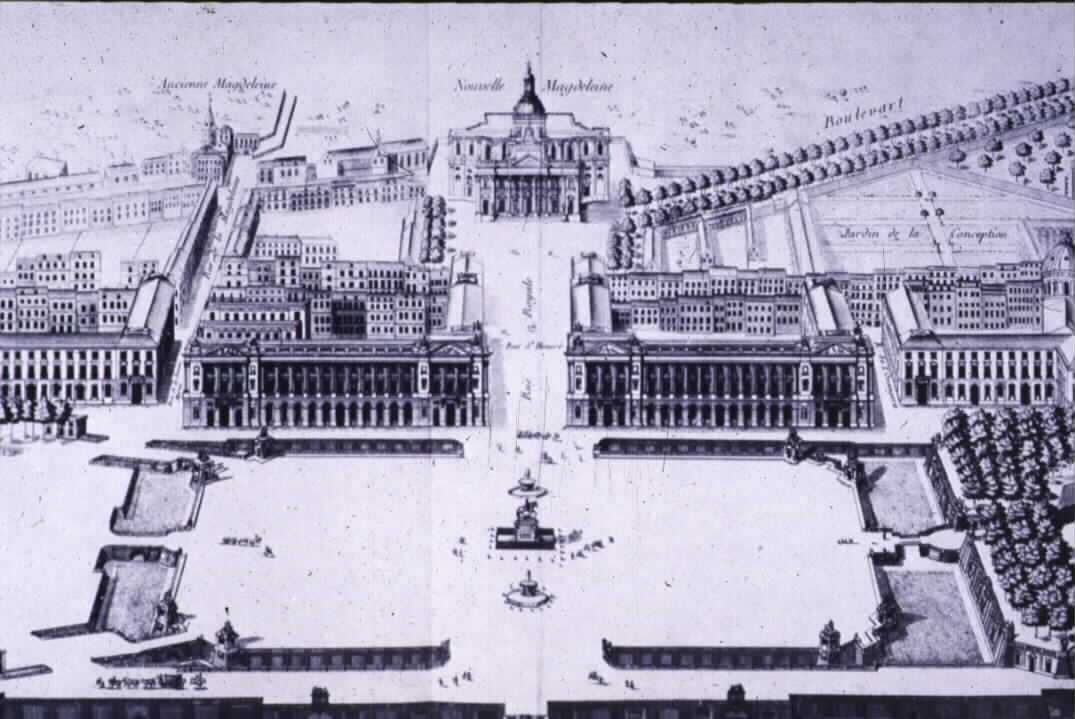
Proiectul lui Gabriel

În anul 1747 municipalitatea din Paris a fost autorizată să ridice o statuie ecvestră din bronz a Regelui Ludovic al XV-lea și să construiască o piață pentru expunerea acesteia. A publicat o cerere de propuneri în 1748. Printre cele peste 60 de proiecte, regele a ales esplanada din Podul Turnant, un pod de lemn lângă Palatul Tuileries, dar nu a fost convins de planurile propuse. După ce un al doilea concurs a eșuat în 1753, el i-a cerut primului său arhitect, Ange-Jacques Gabriel, să ofere o sinteză a celor mai bune propuneri. Construcția a început în 1758. Statuia ecvestră, realizată de Edme Bouchardon și terminată de Jean-Baptiste Pigalle după moartea acestuia, a fost inaugurată la 20 iulie 1763. Piața Ludovic al XV-lea, așa cum se numește în momentul respectiv, a fost terminată în anul 1772. Era un octogon înconjurat de gropi și balustrade, cu pavilioane în colțuri.
În anul 1792, în timpul Revoluției franceze, statuia lui Ludovic al XV-lea a fost demolată și înlocuită cu o statuie alegorică din ghips a Libertății, realizată de François-Frédéric Lemot. O ghilotină a fost instalată în centrul pieței, redenumită „Piața Revoluției”. Printre cei 1119 oameni decapitați în locul respectiv s-au numărat Ludovic al XVI-lea, Maria Antoaneta, Philippe Égalité și Madame du Barry. În 1795, după sfârșitul Terorii Iacobine, piața a fost redenumită „Piața Concordiei”.
În anul 1831 viceregele Egiptului Muhammad Ali i-a oferit regelui Ludovic-Filip două obeliscuri din Templul din Luxor. S-a luat decizia să ridice unul dintre cele două în centrul pieței pentru a înlocui statuia Libertății, înlăturată în timpul Consulatului. Ridicarea obeliscului, o realizare remarcabilă din punct de vedere tehnic, a fost realizată la 25 octombrie 1836 în prezența a peste 200.000 oameni. Cu această ocazie, arhitectul Jacques Ignace Hittorff a reamenajat piața: a umplut gropile, a creat două fântâni de pe ambele părți ale obeliscului și a ridicat statui alegorice ale regiunilor Franței pe pavilioanele lui Gabriel.